# Kranhäuser

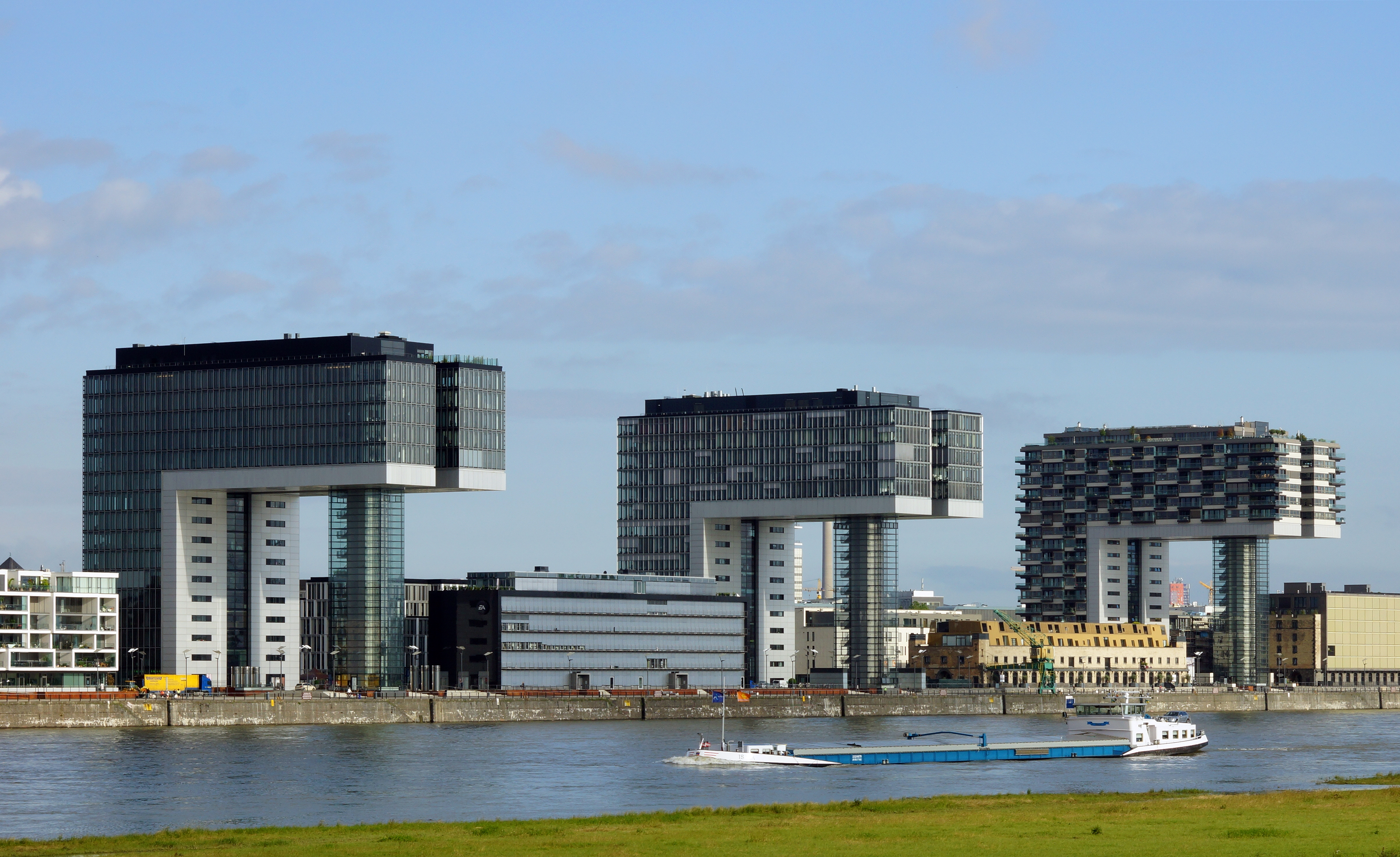
Kranhäuser von der Rheinseite: Kranhaus Süd, Kranhaus 1 und Kranhaus Nord

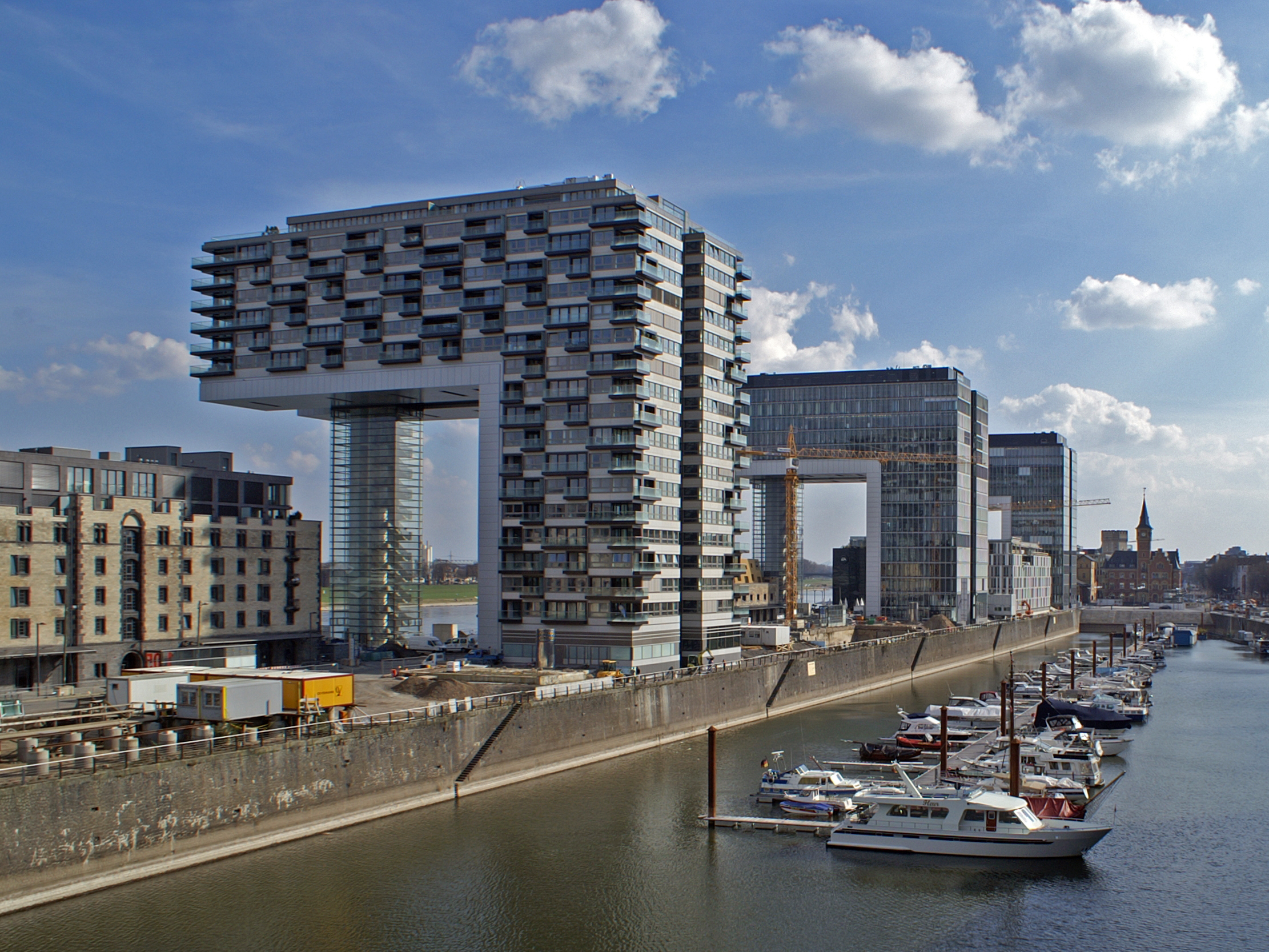
Rückansicht der fertiggestellten Kranhäuser im März 2011

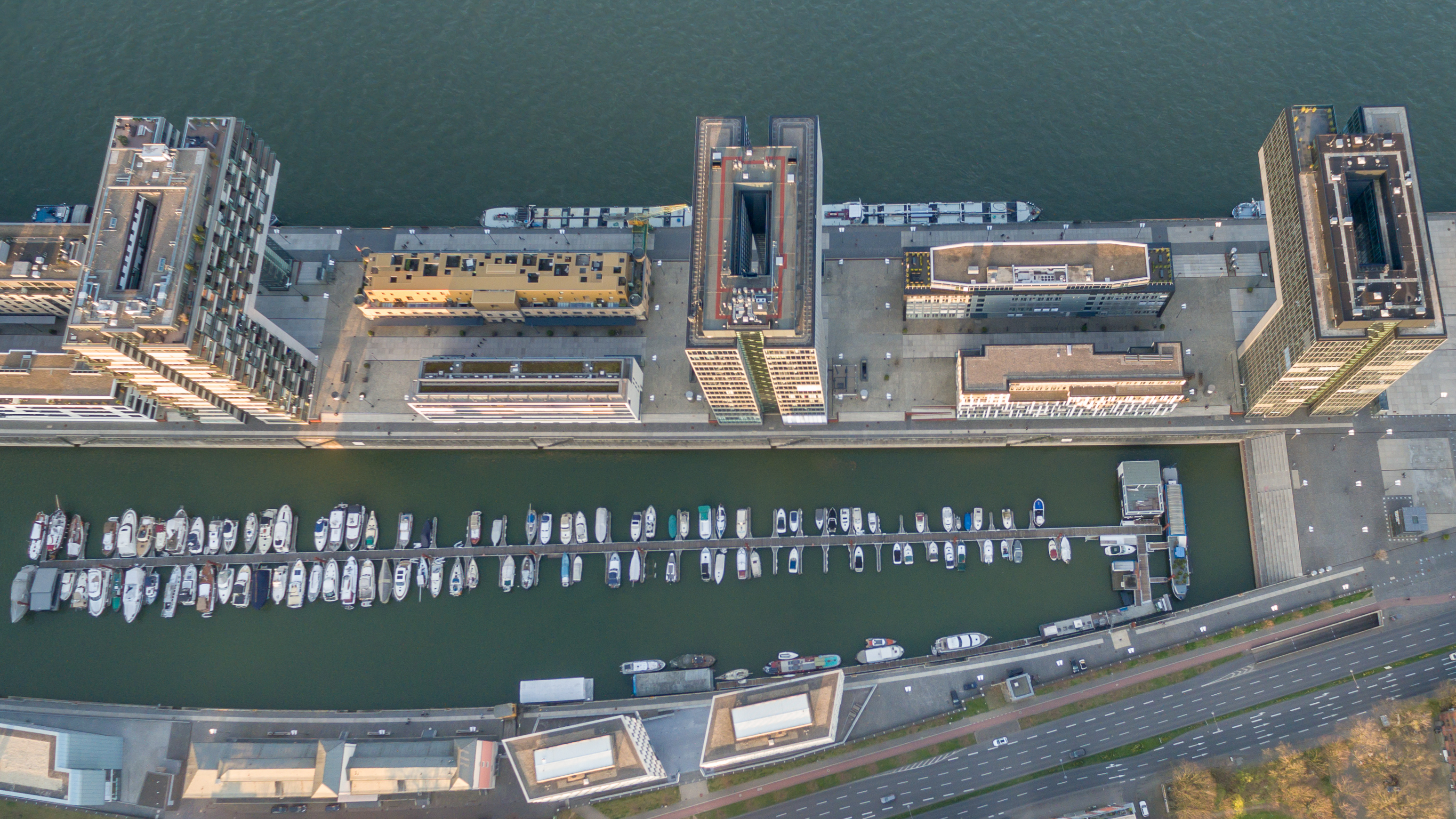
Luftbild der Kölner Kranhäuser im Rheinauhafen, März 2017

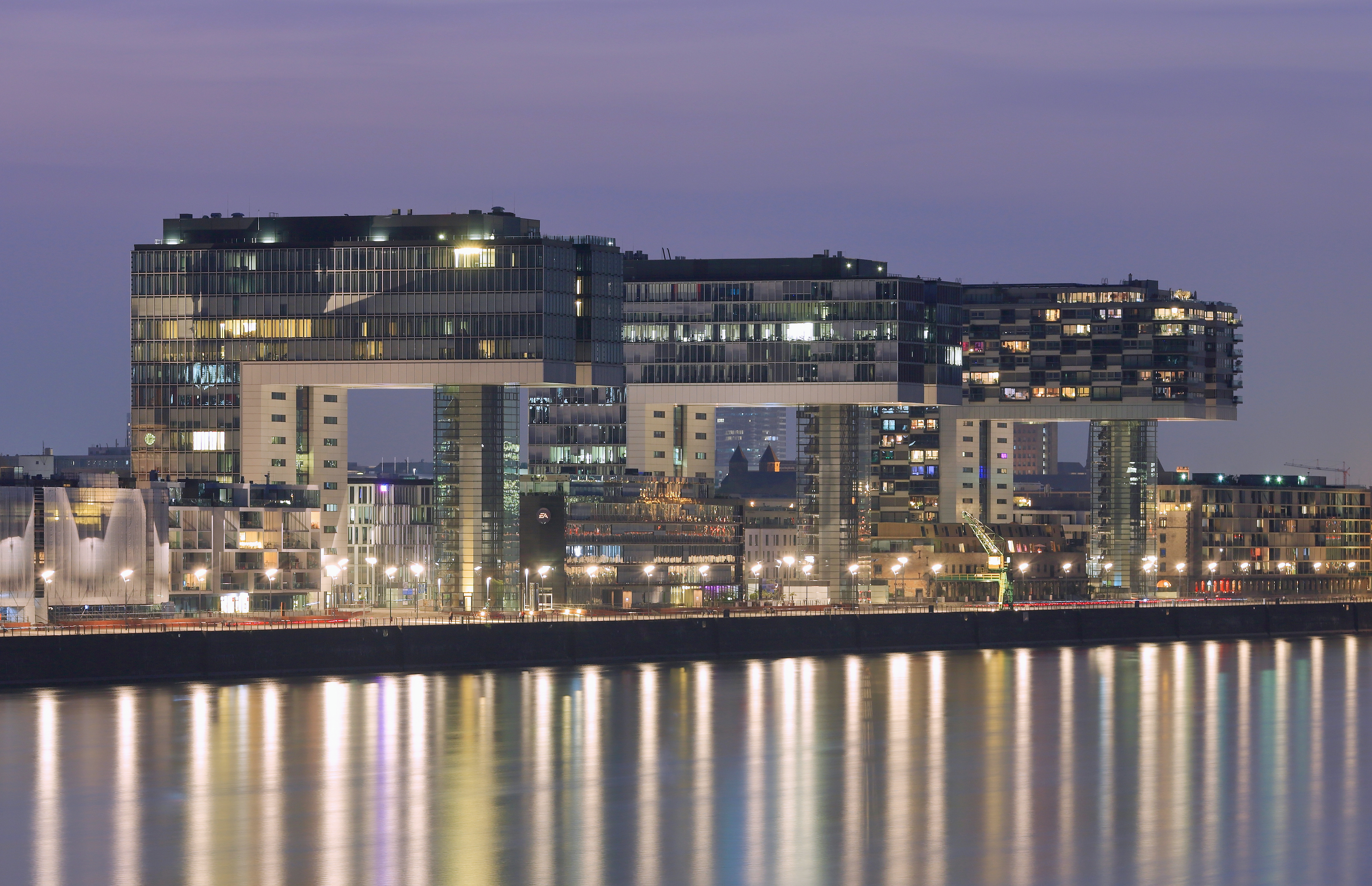
Bei Nacht

Als Kranhäuser wird die architektonische Gesamtheit der drei 61,60 bis 61,91 Meter hohen, 70,20 Meter langen und 33,75 m breiten Hochhäuser im Kölner Rheinauhafen in der Altstadt-Süd bezeichnet. Die Bauwerke sind eine moderne Interpretation des 1924 geschaffenen Wolkenbügels des russischen Avantgardisten El Lissitzky.

## Entstehungsgeschichte
Der Kölner Rheinauhafen hatte seine Funktion als Rheinhafen durch Veraltung der Hafenanlagen und durch andere konkurrierende Kölner Häfen verloren. Deshalb beschloss der Rat der Stadt Köln am 13. Juli 1976 die Umwandlung des Hafengeländes in eine „Freizeit- und Erholungsanlage“. Dazu gehörte die Sanierung von teilweise denkmalgeschützten alten Hafenbauwerken, aber auch der Neubau von Wohn- und Geschäftshäusern. Zur letzteren Kategorie gehörten die vom Aachener Architekten Alfons Linster und dem Hamburger Architekturbüro Bothe, Richter, Teherani (BRT) entworfenen Gebäude, die in ihrer Form (ein umgedrehtes L) drei Hafenkränen mit Auslegern in Richtung Rhein nachempfunden sind.
Im Urheberrechtsstreit zwischen dem Hamburger Architekturbüro und Linster hatte der Bundesgerichtshof am 26. Februar 2009 entschieden, dass der beklagte Alfons Linster nach § 10 Abs. 1 UrhG als Miturheber der Kranhäuser des „Workshop-Entwurfs“ anzusehen ist. Das der Häfen und Güterverkehr Köln gehörende Grundstücksareal wurde im November 2006 zwecks Errichtung der Kranhäuser von privaten Investoren erworben.

## Gebäudekonstruktion der Kranhäuser
Die Grundsteinlegung für das erste Gebäude fand am 16. Oktober 2006 statt; im November 2006 begannen die Bauarbeiten am Kranhaus EINS. Aus mehreren Konstruktionsentwürfen entschied man sich für eine Stahlfachwerkskonstruktion. Bei der architektonisch wie optisch spektakulären Gebäudeform ragt ab einer Höhe von 40 Metern ein zweigeteilter Ausleger, der nur auf einem schlanken, vollverglasten Treppenturm aufliegt. Für das außergewöhnliche tektonische Konzept verwendeten die Architekten Erkenntnisse der Brückenbautechnik.
Die drei Kranhäuser wurden nicht gleichzeitig, sondern nacheinander errichtet. Baubeginn für das letzte Kranhaus Nord war im Juli 2008, und es wurde im Oktober 2010 eröffnet. Alle drei Wohn- oder Geschäftshäuser besitzen eine Bruttogeschossfläche von 52.950 m². Die weltweit einzigartig gestalteten Gebäude sind der Blickfang des Rheinauhafens und prägen das moderne Kölner Stadtbild.
| Haus          | Nutzung  | Nutz- oder Wohnfläche | Bezugsfertig |
| ------------- | -------- | --------------------- | ------------ |
| Kranhaus 1    | Bürohaus | 16000 m²              | April 2008   |
| Kranhaus Süd  | Bürohaus | 16600 m²              | Mai 2009     |
| Kranhaus Nord | Wohnhaus | 15000 m²              | Oktober 2010 |
|               |          |                       |              |

Das Kranhaus Süd und das Kranhaus 1 verfügen über 15 Etagen; beide sind reine Bürohochhäuser. Im Kranhaus Nord entstanden 133 luxuriöse Eigentumswohnungen mit Rheinblick zu einem durchschnittlichen Preis von 6000 Euro/m² auf einer Gesamtfläche von 15.000 Quadratmetern auf 18 Etagen. Da die Geschosshöhen und die Nutzlasten im Wohnhaus geringer als in den beiden Bürogebäuden sind, sind trotz unterschiedlicher Geschosszahl die Gebäudehöhen fast identisch. Die Kranhäuser liegen an der einzigen Straße der Rheinauhalbinsel, „Im Zollhafen“, mit den Hausnummern 12, 18 und 24. Die Kranhäuser liegen nicht unmittelbar nebeneinander, sondern sind voneinander getrennt durch The Bench (zwischen Kranhaus Süd und Kranhaus 1) und Halle 12 (zwischen Kranhaus 1 und Kranhaus Nord).

## Architekturpreis
Das mittlere Kranhaus 1 wurde am 12. März 2009 auf der internationalen Immobilienmesse MIPIM in Cannes mit dem „MIPIM-Award“ 2009 in der Kategorie „Business Centre“ ausgezeichnet.
Das „Projekt: Kranhäuser Rheinauhafen Köln, Geschäfts- und Wohnhaus“ erhielt 2010 beim Kölner Architekturpreis KAP als Preisträger eine Anerkennung.